# Dinoderus minutus
Espèce
Dinoderus minutus, le foreur du bambou, est une espèce d'insectes coléoptères de la famille des Bostrichidae, originaire d'Asie, qui s'est répandu dans de nombreuses régions tropicales ou tempérées chaudes.
Ce petit insecte (environ 3 mm de long), de couleur rougeâtre à brun foncé, est un foreur du bois. C'est l'un des ravageurs les plus destructeurs et les plus répandus qui attaquent les tiges de bambous abattus (post-récolte), notamment de bambou mâle, ou les produits fabriqués en bambou. Il pénètre dans les tissus des chaumes par les sections de coupe, par des fissures ou des blessures, et creuse des galeries horizontales le long des tissus fibro-vasculaires. Il est nécessaire de traiter les chaumes par des procédés physiques ou chimiques pour les conserver.

## Plantes hôtes
Dinoderus minutus attaque principalement les chaumes abattus de bambous et les produits dérivés. Il attaque également des cultures importantes comme le riz, le manioc et la canne à sucre. Il se nourrit également de manioc séché.
Dans l'Asie tropicale, notamment la Chine du Sud, les principales espèces de bambous attaquées sont les suivantes : Bambusa bambos, Bambusa breviflora, Bambusa polymorpha, Bambusa textilis, Bambusa vulgaris, Bambusa pervariabilis, Dendrocalamus giganteus, Dendrocalamus hamiltonii, Dendrocalamus strictus, Phyllostachys edulis,Phyllostachys heterocycla et Phyllostachys heteroclada.